# Bezaha
Bezaha est une commune urbaine malgache située dans la partie centre de la région d'Atsimo-Andrefana.

## Économie

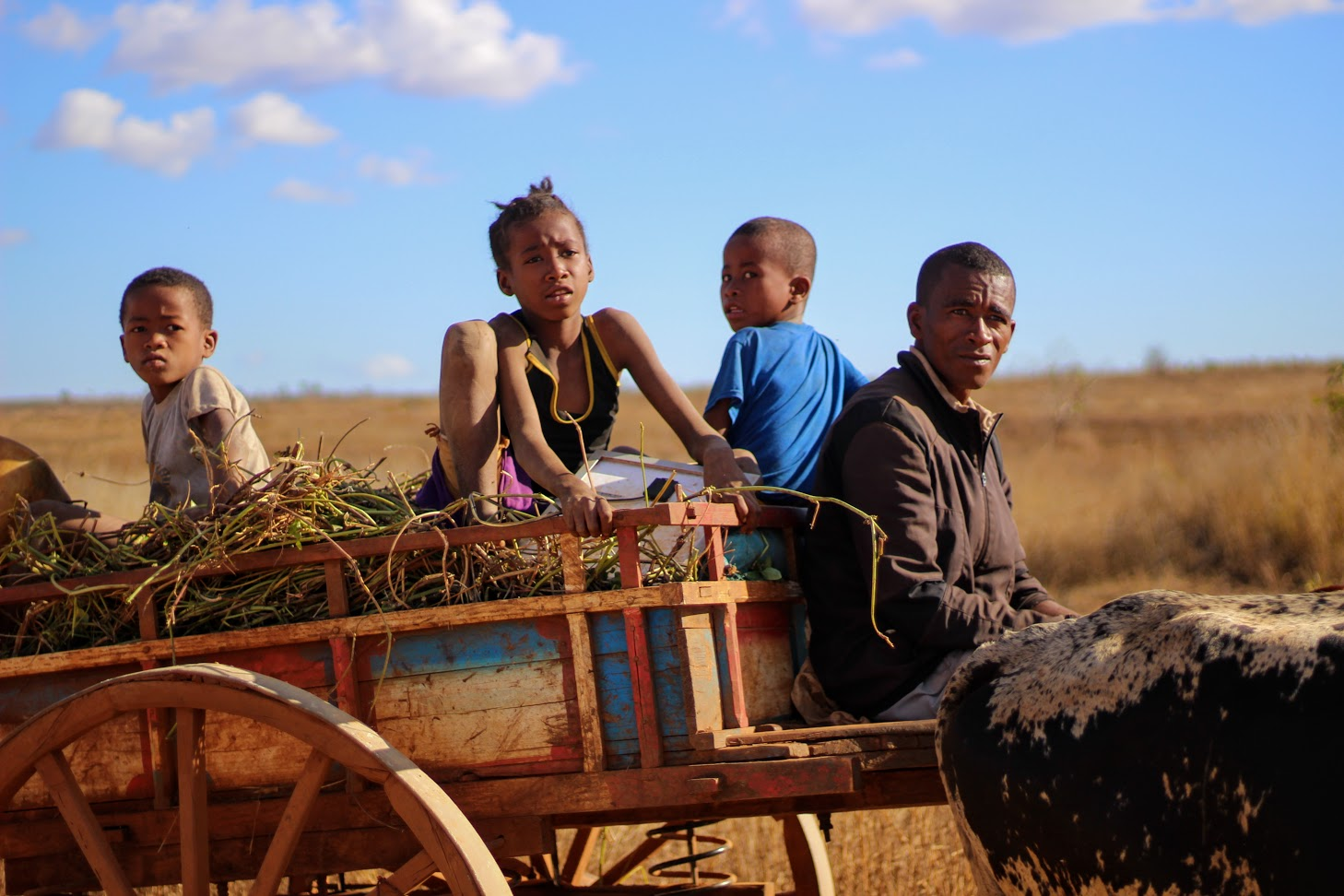
Traction animale (zébus) près de Bezaha.